# دایناسورهای یابا-دابا
دایناسورهای یابا-دابا (انگلیسی: Yabba-Dabba Dinosaurs) یک مجموعه پویانمایی بر اساس عصر حجر (پویانمایی) اثر هانا-باربرا می باشد که از شبکه بومرنگ در سال ۲۰۲۰ منتشر می شود.